# カンセンジャー
カンセンジャーは、西日本旅客鉄道（JR西日本）の地方機関である新幹線管理本部（現在の新幹線鉄道事業本部）が製作した、山陽新幹線の公式キャラクターである。

## 概要
カンセンジャーは500系新幹線をモチーフとしており、お子様の新幹線ファンを増やすのと、車内マナー向上の呼びかけが主な仕事である。なお、普段は車掌のニシタビトという設定となっている。
カンセンジャーは鉄道の日である2012年（平成24年）10月14日に大阪市港区の交通科学博物館でデビューした。同年10月21日には、博多総合車両所の「博多ふれあいデー」にてイベント活動を行った。

## プロフィール
カンセンジャーとは『地球の平和を守るために戦うヒーロー』。プロフィールは下記のとおり。
- 名前：カンセンジャー500
- 出身：EEKO星（エエコせい）
- 武器：パンタグラフソード
- 技　：サンダーショット
- 普段：新幹線の車掌をしている
- 趣味：子供と遊ぶこと

## ストーリー
スペシャルムービー
EEKO星（エエコせい）では、ダレーダーが地球に悪のオーラを検知。EEKO星宇宙警察隊員のニシ・タビトは、ダークマインダーと戦うため、自ら地球に行きたいと志願した・・・。
上記の設定のもと、マナー啓発を目的とした以下のアニメーションがJR西日本ホームページ並びに公式マナー啓発Youtubeチャンネルにおいて動画で配信されている。
- 第1話 カンセンジャー降臨
- 第2話 騒音の正体
- 第3話 開眼のとき
- 第4話 決意のサンダーショット
- 第5話 捨てる人間たち
- 第6話 正義とゴミ
- 第7話 身勝手な座
- 第8話 我先に
- 第9話 前向きな敵
- 第10話 夢中な道中
- 第11話 熱血の不覚
- 第12話 手回り品と小悪魔のささやき
- 第13話 寡黙の発信者
- 第14話 お日様ふたつ
- 第15話 邪魔な影
- 第16話 変わらぬ想い
- 第17話 思い出の瞬間
- 第18話 突風の落日
- 第19話 夢中な道中 パート2
- 第20話 譲れるもの 譲れない強さ
- 第21話 追憶の痛み
- 第22話 共助の旅路
- 第23話 共助の一歩
- 第24話 内側にいるあなた
- 第25話 へばりつく邪心
- 第26話 灯された影
- 第27話 消えゆく星々
- 第28話 勿忘草、フォーゲットミーノット
- 第29話 共に

お仕事紹介ムービー
山陽新幹線のメカニズムや職員の仕事を解説したアニメーション。
- 指令番号001 新幹線を支える仕事を調査せよ
- 指令番号002 防災装置を調査せよ
- 指令番号003 新幹線の車両を調査せよ
- 指令番号004 新幹線車両の検査を調査せよ
- 指令番号005 新幹線の線路を調査せよ
- 指令番号006 新幹線を支える電気の仕組みを調査せよ
- 指令番号007 信号設備を調査せよ
- 指令番号008 東京指令所を調査せよ
- 指令番号009 バラストの交換を調査せよ
- 指令番号010 新幹線の地震対策を調査せよ
- 指令番号011 新幹線のホームでの仕事を調査せよ
- 指令番号012 新幹線の運転士の仕事を調査せよ
- 指令番号013 新幹線の車掌の仕事を調査せよ

## 主題歌
主題歌のタイトルは「カンセンジャーRISING 」。JR西日本ホームページ内のカンセンジャー主題歌ページ（スマホはこちら）で試聴できる。
また平成25年8月24日（土）にはストラップタイプのフィギュアとセットでCDが発売された（カンセンジャーRISING CD BOX）。

## イベント登場履歴（予定を含む）
これまでカンセンジャーが登場したイベント等は以下のとおり（予定を含む）。
|    | 年月日         | イベント名                                                        | 場所                                           |
| -- | -------------- | ----------------------------------------------------------------- | ---------------------------------------------- |
| 1  | 2012年10月14日 | デビューイベント                                                  | 交通科学博物館                                 |
| 2  | 2012年10月21日 | 新幹線ふれあいデー                                                | 博多総合車両所                                 |
| 3  | 2012年11月11日 | 山陽新幹線ふれあいデー                                            | 博多総合車両所 岡山支所                        |
| 4  | 2012年12月24日 | クリスマスイベント                                                | JR博多駅 ひかり広場                            |
| 5  | 2013年 3月30日 | 「山陽新幹線便利帳」告知イベント                                  | JR新大阪駅                                     |
| 6  | 2013年 4月22日 | 列車内チカン追放「ループライン・キャンペーン」                    | JR天王寺駅                                     |
| 7  | 2013年 4月28日 | 「山陽新幹線便利帳」開設記念イベント                              | こだま７４０号（岡山～新神戸駅間）＆JR新神戸駅 |
| 8  | 2013年 5月 5日 | すごい！ステージ                                                  | グランフロント大阪 ナレッジキャピタル          |
| 9  | 2013年 5月11日 | 映画「しんかんせんとたのしいでんしゃたち」公開記念!!              | ワーナー・マイカル茨木 映画館ロビー            |
| 10 | 2013年 5月18日 | 500系新幹線に乗ってカンセンジャーと新幹線の車両基地を見に行こう！ | 団体専用列車、博多総合車両所                   |
| 11 | 2013年 7月19日 | 非常停止ボタン告知キャンペーン                                    | 岡山駅新幹線改札内コンコース                   |
| 12 | 2013年 7月20日 | 非常停止ボタン告知キャンペーン                                    | 広島駅新幹線改札内コンコース                   |
| 13 | 2013年 8月 2日 | 非常停止ボタン告知キャンペーン                                    | 博多駅新幹線改札内コンコース                   |
| 14 | 2013年 8月 3日 | 非常停止ボタン告知キャンペーン                                    | 小倉駅新幹線改札内コンコース                   |
| 15 | 2013年 8月 3日 | わくわくレールランド2013                                          | ジェイアール名古屋タカシマヤ                   |
| 16 | 2013年 8月10日 | GO!GO! KIDS RIDE PARK                                             | JR大阪駅 時空の広場                            |
| 17 | 2013年 8月11日 | GO!GO! KIDS RIDE PARK                                             | JR大阪駅 時空の広場                            |
| 18 | 2013年 8月24日 | 「カンセンジャーRISING CD BOX」発売記念イベント                   | JR博多駅 ひかり広場                            |

## カンセンジャー登場の経緯
- 各駅停車の「カンセンジャー」ＪＲ西が新幹線ヒーローを投入したワケ　-　Sankei Biz 2012年12月24日
- モクゲキ 鉄道マン奮闘！ 畑違いのヒーローをプロデュース　-　かんさい情報ネットｔｅｎ.（読売テレビ） 2013年5月23日